# EBITA
EBITA (Earnings before interest, taxes and amortization) är ett mått på ett företags resultat före räntor, skatt, och nedskrivning av goodwill). Resultat efter avskrivningar men före avdrag för nedskrivning av goodwill. 